# Henry Camilleri
Harry ou  Henry, Camilleri (né le 21 février 1933 à Marsa et mort en avril 2015) est un joueur d'échecs maltais. Il a été 18 fois champion de Malte.

## Palmarès
Harry Camilleri a remporté son premier championnat en 1950, à l'âge de 17 ans. Il s'agissait du championnat de Malte d'échecs junior.
Harry Camilleri remporte son premier titre de champion de Malte en 1965. Il remporte le championnat huit fois consécutives entre 1965 et 1972, ce qui est un record dans ce championnat. Il remporte ensuite un titre en 1974, puis encore quatre fois consécutives de 1976 à 1979 inclus. En 1981, il est à nouveau titré mais partage son titre avec Joseph Gauci. Plus tard, il remportera de nouveau deux fois d'affilée ce titre, en 1989 et 1990. Il remportera son 17e titre en 1999, interrompant la série de six titres consécutif de Timothy Mifsud. Enfin, en 2005, il remporte son dernier titre à l'âge de 72 ans.
Harry Camilleri est aussi le seul joueur maltais titré, au moins jusqu'à sa mort, à être maître international aux échecs par correspondance, qu'il pratiquaient beaucoup.

## Participation aux olympiades d'échecs
Harry Camilleri a représenté Malte treize fois lors des Olympiades d'échecs de 1960 à 2002.

## Mémorial Camilleri
À sa mort en 2015, un mémorial est créé en sa mémoire. La première édition de ce tournoi a lieu en 2016, il est remporté par Colin Pace.
Les vainqueurs du mémorial sont indiqués ci-dessous.
| Année | Vainqueur           |
| ----- | ------------------- |
| 2016  | Colin Pace          |
| 2017  | Peter Sammut Briffa |
| 2018  | Colin Pace          |
| 2019  | Robert Zerafa       |